# 趣味
趣味（しゅみ）は、以下の3つの意味を持つ。
1. 人間が自由時間に、好んで習慣的に繰り返しおこなう行為、事柄やその対象のこと。
2. 物の持つ味わい・おもむきを指し、それを観賞しうる能力をもさす。調度品など品物を選定する場合の美意識や審美眼などに対して「趣味がよい / わるい」などと評価する時の趣味はこちらの意味である。→#美学用語の「趣味」
3. 人間が熱中している、または詳しいカテゴリーのこと。

## アマチュア
職業（プロフェッショナル）として成立している範囲の事柄を趣味（ホビー）でおこなう人は、アマチュアと呼ばれる。

## 英語のhobbyとの違い
英語のネイティブ・スピーカーの感覚では、"hobby"とは切手などのコレクションや園芸・美術などの活動を継続するような「向上心をもちながら、ひとりで長期にわたって打ち込んできた活動」というニュアンスがあり、自分が好きで習慣的に繰り返しおこなう行為、事柄として日本人が「趣味」としてあげる「読書」「映画鑑賞」「スポーツ」などは"hobby"に含まれない。

## 美学用語の「趣味」
美学の文脈で「趣味」という場合、対応する英語は "hobby" ではなく "taste" である。

## 趣味者
趣味者（英: hobbyist）は、長きにわたり熱中度が高い趣味活動をする者に言われることが多い。特に鉄道趣味者や共産趣味者が趣味者と呼ばれることが多く、単に趣味者（英: the hobbyist）と言われるといずれかの確率が高い。

## 健康影響
趣味が多い人では、全循環器疾患（虚血性心疾患・脳卒中）の発症リスクが低い。